# Wehingen
Wehingen is een plaats in de Duitse deelstaat Baden-Württemberg, en maakt deel uit van het Landkreis Tuttlingen.
Wehingen telt 3.648 inwoners.
Aldingen ·
Balgheim ·
Bärenthal ·
Böttingen ·
Bubsheim ·
Buchheim ·
Deilingen ·
Denkingen ·
Dürbheim ·
Durchhausen ·
Egesheim ·
Emmingen-Liptingen ·
Fridingen an der Donau ·
Frittlingen ·
Geisingen ·
Gosheim ·
Gunningen ·
Hausen ob Verena ·
Immendingen ·
Irndorf ·
Kolbingen ·
Königsheim ·
Mahlstetten ·
Mühlheim an der Donau ·
Neuhausen ob Eck ·
Reichenbach am Heuberg ·
Renquishausen ·
Rietheim-Weilheim ·
Seitingen-Oberflacht ·
Spaichingen ·
Talheim ·
Trossingen ·
Tuttlingen ·
Wehingen ·
Wurmlingen